# Bromperidol
Bromperidol (bán trên thị trường với tên Bromidol, Bromodol  là một dẫn xuất butyrophenone. Nó là một thuốc an thần kinh mạnh và tác dụng lâu dài, được sử dụng như một thuốc chống loạn thần trong điều trị tâm thần phân liệt. Nó được phát hiện tại Janssen Pharmaceutica vào năm 1966.